# Monopsichismo
Per monopsichismo (dal greco μόνος, mònos, «solo», e ψυχή, psychè, «anima») in filosofia s'intende la teoria che afferma l'esistenza di un'unica anima al di sopra di tutte quelle individuali, considerate come sue  manifestazioni o modificazioni particolari.
Secondo alcuni storici della filosofia un primo accenno al monopsichismo si trova in un'opera di Prisciano di Lidia intitolata Solutiones eorum de quibus dubitavit Chosroes Persarum rex (Soluzioni dei problemi posti dal re dei persiani Cosroe), dove il re Cosroe I dialoga di filosofia con i sette filosofi neoplatonici emigrati in Persia nel 530 d.C., in seguito alla chiusura dell'Accademia di Atene da parte di Giustiniano. Il primo problema posto dal re a Prisciano riguarda la natura dell'anima, se è uguale per tutti gli uomini oppure si differenzia, cioè se l'uomo pensi con un'anima individuale, oppure se tutti pensino con un unico grande spirito razionale.
Il monopsichismo si definisce nella filosofia di Averroè, che riprende la concezione dell'intelletto attivo o agente che per Aristotele rappresenta l'unica ragione eterna dell'umanità.
Secondo gli averroisti l'anima individuale richiama formalmente l'origine trascendente di quella superindividuale, ma solo quest'ultima è immortale poiché l'intelletto agente agisce nell'ambito materiale per acquisire la verità ricorrendo anche all'immaginazione, che con un metodo di astrazione è in grado di elaborare le forme dai dati sensibili.
In particolare nel XIII secolo il filosofo averroista Sigieri da Brabante sosteneva che l'uomo è un semplice animale e che l'anima nell'uomo non ha una vera e propria identità valida per ogni singolo individuo, ma che secondo il pensiero aristotelico essa è in realtà collettiva e, solo in questa veste, è eterna. Le tesi degli averroisti vennero confutate da Tommaso d'Aquino nel De unitate intellectus contra averroistas del 1269 e condannate ufficialmente dall'arcivescovo di Parigi (dal 1268 alla morte nel 1279) Étienne Tempier nel 1270 e nel 1277. Nell'opera Tommaso sostenne la tesi secondo cui “è quest’uomo [singolo e concreto] che pensa” (hic homo intelligit), fondando la dignità della persona umana come essere pensante. Di contro, l'opera sostiene che l'averroismo, negando l'uomo come soggetto di conoscenza, dato che è l'intelletto agente che pensa in tutti, negava anche la responsabilità morale delle proprie azioni (e quindi anche la responsabilità penale personale è il premio/castigo eterno come giusta retribuzione divina delle proprie opere).
La stessa idea di base è stata recentemente ripresa in chiave moderna nel dibattito filosofico sull'identità personale, con il nome di Individualismo aperto, o teoria dell'individualità aperta dell'identità personale.